# Svárov (okres Kladno)
Svárov (Duits: Swarau of Swarau bei Aunosch) is een Tsjechische gemeente in de regio Midden-Bohemen en maakt deel uit van het district Kladno. Het dorp ligt op 3 km afstand van Unhošť en op 20 km afstand van Praag.
Svárov telt 607 inwoners (2023).

## Geografie
De gemeente Svárov bestaat uit de volgende plaatsen:
- Svárov;
- Rýmáň.

## Etymologie
De naam van het dorp is volgens taalwetenschapper Antonín Profous afgeleid van de Oud-Tsjechische persoonsnaam Svár en betekent Svár's landgoed.
Volgens een oudere interpretatie van Karel Jaromír Erben zou de plaatsnaam zijn afgeleid van de Oud-Slavische oppergod Svarog of de dierenriem (Oud-Tsjechisch svor betekent dierenriem).

## Geschiedenis

### Vroege middeleeuwen
Het gebied werd waarschijnlijk al in de 11e eeuw bewoond door personen van de terpcultuur.
De eerste schriftelijke vermelding van het dorp dateert echter uit 1249, toen het behoorde tot het klooster van Břevnov. Tussen 1256 en 1260 verruilde het klooster Svárov met koning Ottokar II van Bohemen voor Kuromrtvy. Volgens Karel Jaromír Erben gebeurde dit reeds in 1249 tijdens het bewind van koning Wenceslaus I. Het dorp werd gesticht bij een grote natuurlijke vijver en een weg langs een heuveltje met een kerk. Waarschijnlijk stond er vlakbij een fort, waar in de 14e eeuw de ridders en heren van Svárov verbleven. Vlakbij stond een kapel met houten klokkentoren.

### Late middeleeuwen

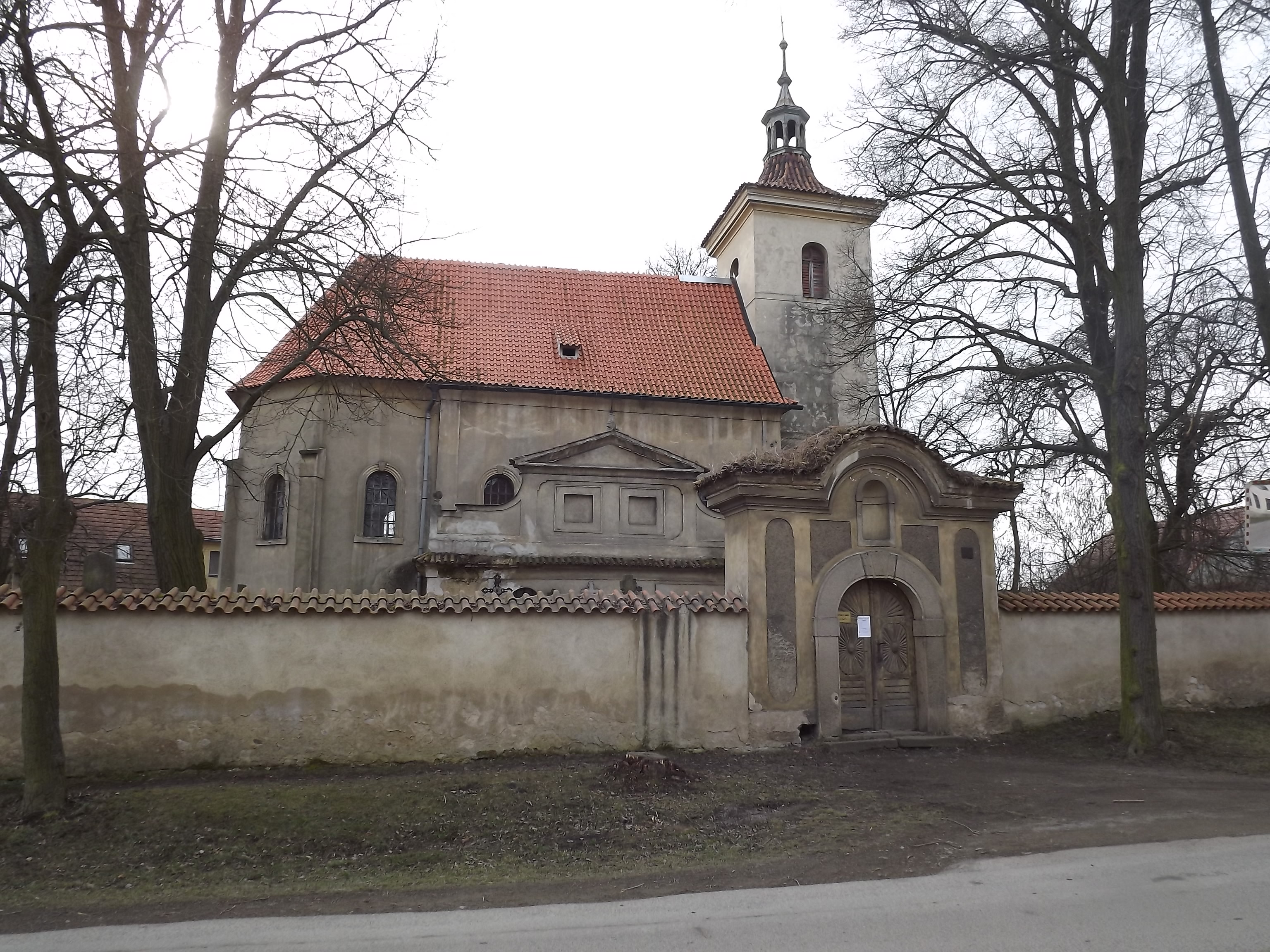
Sint-Lucaskerk uit de 13e eeuw

In de 14e eeuw was er al een pastorie. De kerk van Svárov behoorde tot het decanaat van Ořechov. Tijdens de Hussietenoorlogen werd de kerk verwoest, waarna ze werd herbouwd.
Leden van de familie Svárovský uit Svárov woonden in Svárov tot het midden van de 15e eeuw, toen ze verhuisden naar Podbrdsko (de laatste die hier werd genoemd was Jan van Svárov in 1943). Jan Šarovec behoorde ook tot de familie van Svárov; hij was rond 1380 leraar op de school van Unhošť. Andere dorpseigenaren, te weten leden van de familie Karlové ze Svárova, werden in de tweede helft van de 15e en eerste helft van de 16e eeuw bekend als vooraanstaande Tsjechische ijzerondernemers. Ze hadden de erfelijke rang van poortwachters bij de kroning van Tsjechische koningen.

### 1500-1900

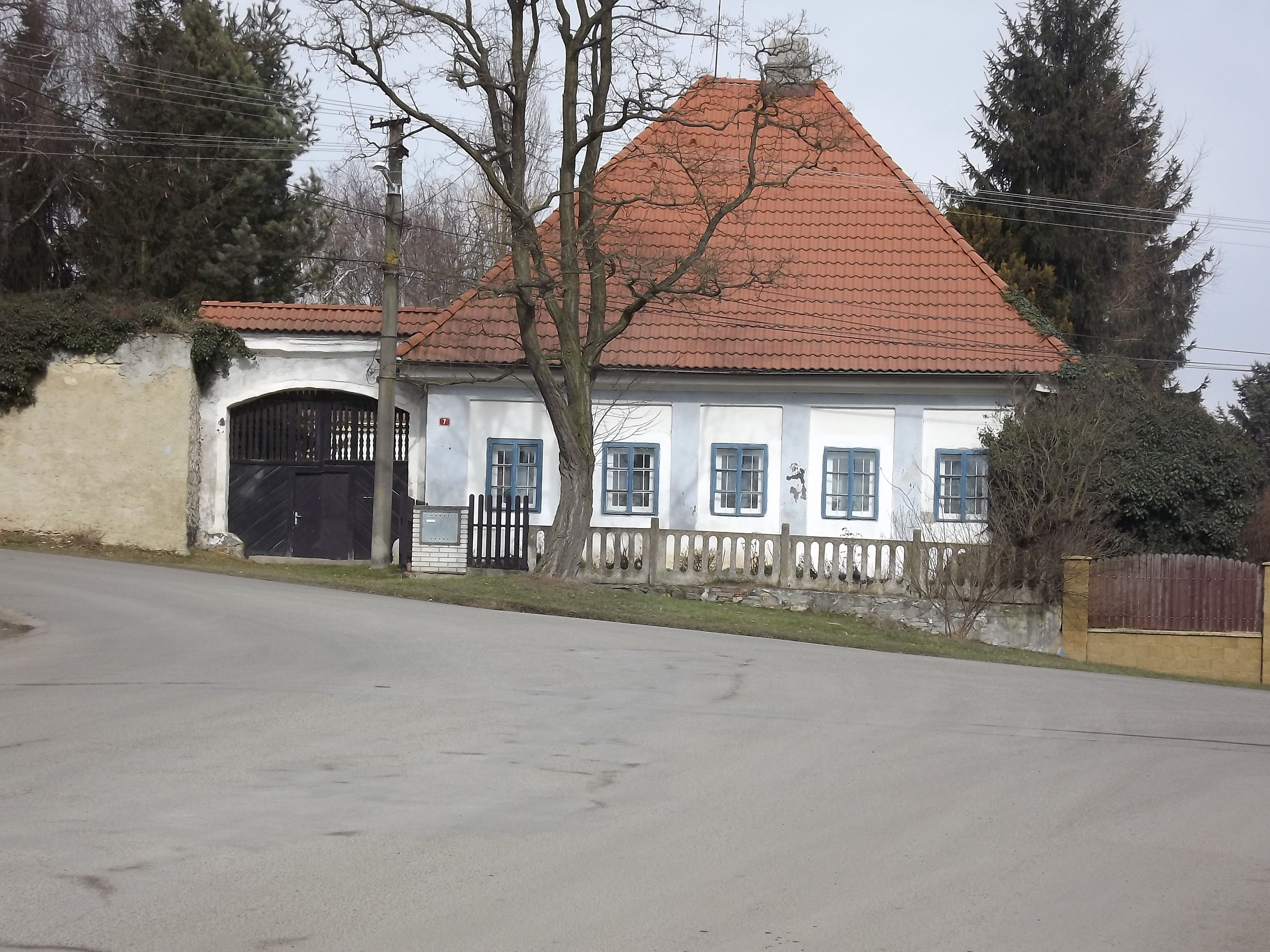
Monumentale boerderij (nr. 7)

Vanaf de tweede helft van de 15e eeuw behoorde Svárov tot het landgoed van de heren uit het naburige Červený Újezdec. In 1525 werd het dorp overgedragen aan de familie Žďárský ze Žďár. De eerste eigenaar was Jan Jiří. Hij kocht ook het nabijgelegen landgoed Rymáň, dat zich op de plaats van een verdwenen dorp bevond. Sommige leden van de familie liggen begraven in de plaatselijke kerk. Jan Žďárský († 1598), Gothard Florián Žďárský († 1604) en zijn vrouw Katherine († 1643) hebben er een grafsteen. In 1606 werd een school in Svárov gebouwd. Tijdens de Dertigjarige Oorlog bleef het gebouw gespaard. Tot halverwege de oorlog werkte hier leraar en schrijver Václav Jesenický. In 1631 werd de school alsnog afgebroken. Na de Slag op de Witte Berg in 1620 kwam de kerk weer onder het bestuur van de katholieke kerk. Als beheerders werden Franciscanen uit het nabijgelegen Hájekklooster aangesteld. Enige tijd later werden zij vervangen door pastoors uit Kladno en in 1691 werd het beheer overgedragen aan pastoors uit Tachlovice. In 1624-1625 bouwde een lid van de familie Žďár, te weten Florian Jetřich Žďárský, een halfronde kapel en altaar gewijd aan Sint Rochus en Sint Sebastiaan, de beschermheiligen tijdens de pestepidemieën van die tijd. Andere plagen in het dorp waren cholera en de veepest. Later werd de kapel opnieuw ingewijd, ditmaal aan Johannes van Nepomuk. Na de Dertigjarige Oorlog waren er 12 landerijen in Svárov, waarvan er 11 verlaten waren.
Door vererving van František Adam Žďárský van Žďár, de laatste mannelijke telg van de familie, ging Svárov tussen 1688 en 1690 over op zijn zussen. In 1697 werd het dorp aangekocht door Karl Jáchym Breda, die het bij Tachlovice voegde. Svárov bleef daar tot het einde van het feodalisme deel van uitmaken. In 1732 kwam Svárov in handen van Anna Maria von Saksen Lauenburg en in 1741 van het Huis Wittelsbach. In 1805 nam het Huis Habsburg het eigendom over en tot slot, in 1847, Ferdinand I van Oostenrijk.

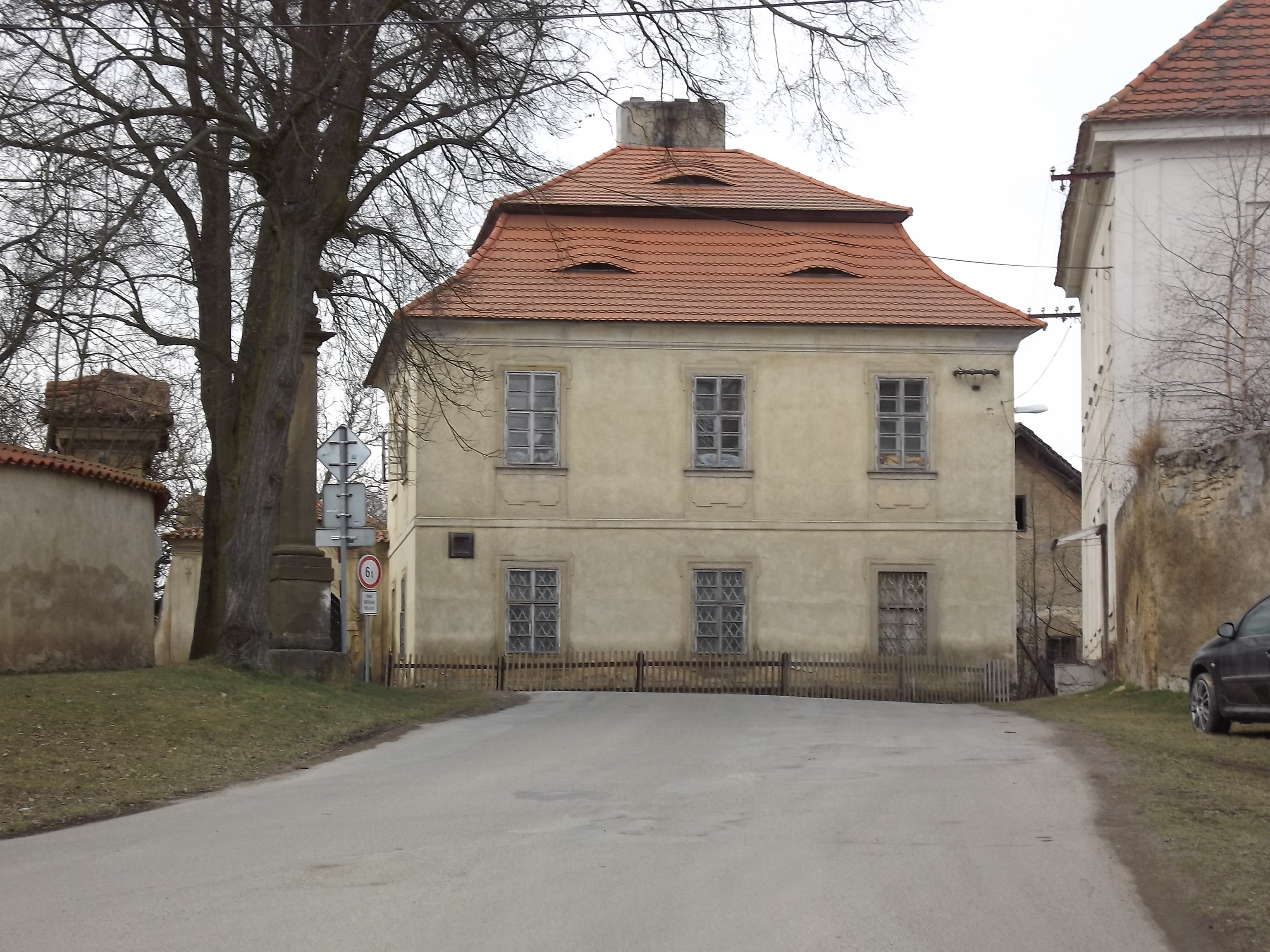
Pastorie

In de tweede helft van de 17e en in de daaropvolgende 18e eeuw werd de Sint-Lucaskerk hersteld, gedeeltelijk vergroot en voorzien van barokke elementen. In 1786 werd ze nogmaals gerenoveerd en werd het koor vergroot. Vlakbij werd in 1734 een nieuwe barokke pastorie met twee verdiepingen en mansardedak gebouwd op de plaats van de oorspronkelijke. In 1728 en 1730 vermeldt het parochieregister ook een plaatselijke school. Tussen 1802 en 1827 werden opnieuw reparaties verricht aan de kerk: het orgel, doopvont en de omringende kerkmuur werden gerenoveerd. In 1855 werden de grafstenen van de familie Žďárský uit de vloer gehaald en loodrecht in de muur aan weerszijden van het altaar geplaatst, waar ze thans nog te vinden zijn.
In 1843 had Svárov 38 huizen en 232 inwoners. In 1857 was het inwoneraantal gestegen naar 475. In 1870 daalde het inwoneraantal naar 294, maar steeg het aantal huizen naar 41 huizen. In 1840 werd begonnen met de aanleg van de weg van Svárov naar Podkozí in een diepe, smalle vallei. In 1842 werd het dak van de school verwoest als gevolg van een grote storm. In 1845 werd een nieuwe school in gebruik genomen.
Een deel van de inwoners vond werk in de ijzerertsmijnen die vanaf 1846 in de omgeving werden geopend. Rond 1870 werkten 200 mijnwerkers in de mijnen in Svárov. Aan het begin van de 20e eeuw was Svárov weer gereduceerd tot agrarisch dorp met een lager inwoneraantal.

### 1900-1945
Tijdens de Eerste Wereldoorlog werden 53 mannen uit het dorp opgeroepen; 7 van hen waren net 18 jaar geworden. In totaal werden 5 burgers gedood of als vermist opgegeven. Italiaanse vluchtelingen uit de Zuid-Tirol woonden tussen 1915 en 1919 in het dorp. Hun 30 kinderen kregen les van een Italiaanse onderwijzer op de plaatselijke school. In 1918 woonden er ook 19 Joodse meisjes uit Halych in het dorp. Tegen het einde van oorlog was er sprake van hongersnood: voedsel kopen was duur en oogsten werden in beslag genomen. Het was gebruikelijk om graan te malen op handmolens.
In november 1918 werden ter ere van de oprichting van de onafhankelijke republiek vier lindebomen geplant bij de kerk. De eerste burgemeester van het dorp werd František Holeček, die zich verkiesbaar stelde namens de Tsjechische Sociaaldemocratische Partij. Na de oprichting van de Eerste Tsjecho-Slowaakse Republiek, maakte het dorp nog steeds deel uit van het district Unhošť. Het kadastrale grondgebied werd echter kleiner. Een deel van het land rond Kačák werd toegewezen aan de gemeente Ptice en in 1935 ook aan de nieuwe onafhankelijke gemeente Podkozí.
De bouw en het bedrijfsleven leefden weer op. Na 1924 waren er twee cafés, twee winkels, een smederij, een krantenkiosk, een schrijnwerkerij en een slagerij. In 1930 waren er 11 ambachten geregistreerd.
De plaatselijke school kreeg in 1926 speciale erkenning van het provinciaal schoolbestuur. In 1931 werd de school uitgerust met een radiotoestel. Het schoolgebouw huisvestte ook de gemeentelijke bibliotheek, die in deze periode intensief werd gebruikt. Het aantal boeken groeide gestaag. In 1936 waren er 627 boeken aanwezig.
In 1927 besloot de gemeenteraad om een elektriciteitsnet aan te leggen. Tijdens de kermis van september 1930 werden de eerste huizen verlicht. In 1927 werd een particuliere busdienst tussen Kladno en Beroun opgezet. In het jaar daarop volgde een streeklijn naar Praag via Sobín en in 1930 de lijn Kladno - Praag.
De laatste pastoor van Svárov, František Cikánek, ging in 1937 met pensioen. Na zijn vertrek bleef de parochie van Svárov lange tijd leeg. De parochie werd eerst bestuurd vanuit Unhošť; daarna door de franciscanen uit Hájek. In 1941 werd doctor Karel Brabec tot pastoor benoemd. Na zijn arrestatie in 1950 werd de parochie bestuurd vanuit Úhonice.
Bij de mobilisatie in september 1938 waren 16 mannen uit Svárov betrokken. Vanaf oktober datzelfde jaar arriveerden vluchtelingen uit Sudetenland in het dorp. De gemeente organiseerde hulp voor hen en ze werden ondergebracht in de huizen van lokale inwoners. Later werden twee noodopvangen voor ze gebouwd aan de weg naar Ptice. Vertegenwoordigers van de bezetter (Nazi-Duitsland) arriveerden in maart 1939 in het dorp. Het dorp kreeg de Duitse naam Swarau. Veertig boeken uit de gemeentelijke bibliotheek werden in beslag genomen en onmiddellijk verbrand. Drie mannen werden voor dwangarbeid naar Duitsland gestuurd, van wie er één daar stierf.
In de buurt van het dorp Za Průhonem werd een doelgebied ingericht voor schietoefeningen vanuit de lucht. Bommen en machinegeweerkogels vlogen hierdoor laag over Svárov. Een van de trainingsvliegtuigen stortte neer in het bos vlak bij het dorp. In 1944 viel een verdwaalde bom aan de rand van het dorp als gevolgd van de bombardementen op Praag. In het voorjaar van 1945 arriveerden karren met Duitse vluchtelingen uit het oostelijke deel van Duitsland, die op de vlucht waren voor het Russische Leger. Dit betrof voornamelijk vrouwen, kinderen en oudere mannen, maar ook enkele Franse krijgsgevangenen. Troepen van Andrei Andreyevich Vlasov bevrijdden uiteindelijk het dorp. De bevrijding werd op 5 mei 1945 gevierd met een versierde trein van de toenmalige spoorlijn Kladno - Nucka, maar de daadwerkelijke bevrijding vond pas op 10 mei dat jaar plaats.

### 1945-heden

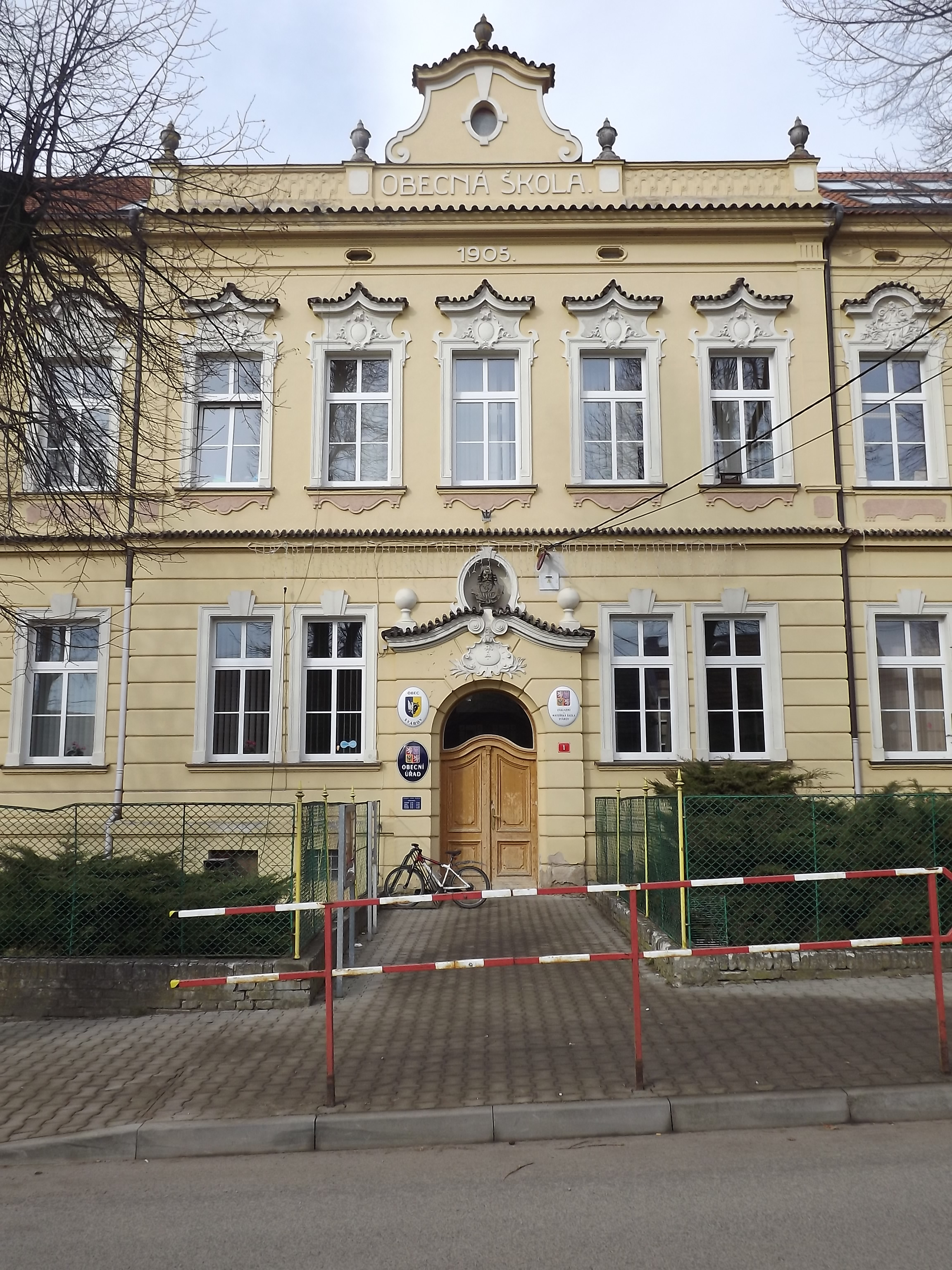
Dorpsschool

Kort na de oorlog werden nationale comités opgericht, geleid door een voorzitter. Josef Husák werd verkozen tot de eerste voorzitter van het Lokaal Nationaal Comité van Svárov. In 1948 werd huis nr. 21 omgebouwd tot kantoor van het Lokaal Nationaal Comité. Het aantal burgers bleef echter krimpen. Als onderdeel van de kolonisatie van grensgebieden, verhuisden 5 families. In 1950 waren er nog maar 252 inwoners in het dorp en in 1958 nog slechts 234. Vanaf 1961 was er een lichte stijging te zien, met 260 inwoners dat jaar, en in 1970 waren er weer 274.
Met de hulp van inwoners werd een telefoonlijn aangelegd van Svárov naar Unhošť. In 1961 werd de dorpsschool gemoderniseerd en aangesloten op het waternet. Datzelfde jaar werd de begaanbaarheid van het dorp verbeterd door het verbreden en asfalteren van wegen, en het aanleggen van een voetpad van het centrum naar de school. Ook werd in het deel van het dorp rond de school riolering aangelegd.
In 1976 kwam Svárov onder de gemeente Unhošť te vallen; in 1992 werd het dorp weer een zelfstandige gemeente. De eerste burgemeester was ing. Jitka Zetková. Na 1990 begon Svárov weer te groeien. In 1997 werd het hele dorp aangesloten op het waternet, aan het einde van 1999 gevolgd door een aansluiting op het gasnet. In 2002 werd een rioolwaterzuiveringsinstallatie gebouwd dankzij een subsidie van het Europees Fonds voor de Ontwikkeling van Gemeenten. Op 3 juli 2006 telde de gemeente 338 inwoners.

## Verkeer en vervoer

### Autowegen
De volgende regionale wegen lopen door de gemeente:
- III/10132 (Ptice - Svárov);
- III/10133 (III/10132 en III/10134 gaan over in deze weg);
- III/10134 (Chyňava - Podkozí - Svárov - Červený Újezd);
- III/10136 (Svárov - Unhošť).

### Spoorlijnen
Er is geen spoorlijn of station in de gemeente. Het dichtstbijzijnde station is Unhošť. Dat station ligt op 5 km afstand aan spoorlijn 120 Praag - Kladno - Rakovník.

### Buslijnen
Er zijn drie bushaltes in de gemeente:
| Halte         | Lijn | Route                 | Vervoerder                                    |
| ------------- | ---- | --------------------- | --------------------------------------------- |
| Svárov        | 307  | Kladno - Praag-Zličín | ČSAD MHD Kladno (i.o.v. Arriva Střední Čechy) |
| Svárov, Rýmaň | 307  | Kladno - Praag-Zličín | ČSAD MHD Kladno (i.o.v. Arriva Střední Čechy) |
| Svárov, Škola | 307  | Kladno - Praag-Zličín | ČSAD MHD Kladno (i.o.v. Arriva Střední Čechy) |

## Bezienswaardigheden

### Sint-Lucaskerk
De romaans-gotische kerk van Sint Lucas, de patroonheilige van alle schilders, dateert uit de tweede helft van de 13e eeuw. De kerk is een van de oudste en waardevolste monumenten in de kadastrale regio Unhošť. Rondom de kerk ligt een begraafplaats, omgeven door een ronde kerkmuur. Zowel de kerk als begraafplaats staan op de lijst van beschermde monumenten.

### Overige bezienswaardigheden
- Barokke zuil uit de 17e eeuw bij de kerk;
- Barokke pastorie;
- Kruisbeeld bij de school;
- Dorpskapel;
- Monumentale lindeboom.

## Galerĳ

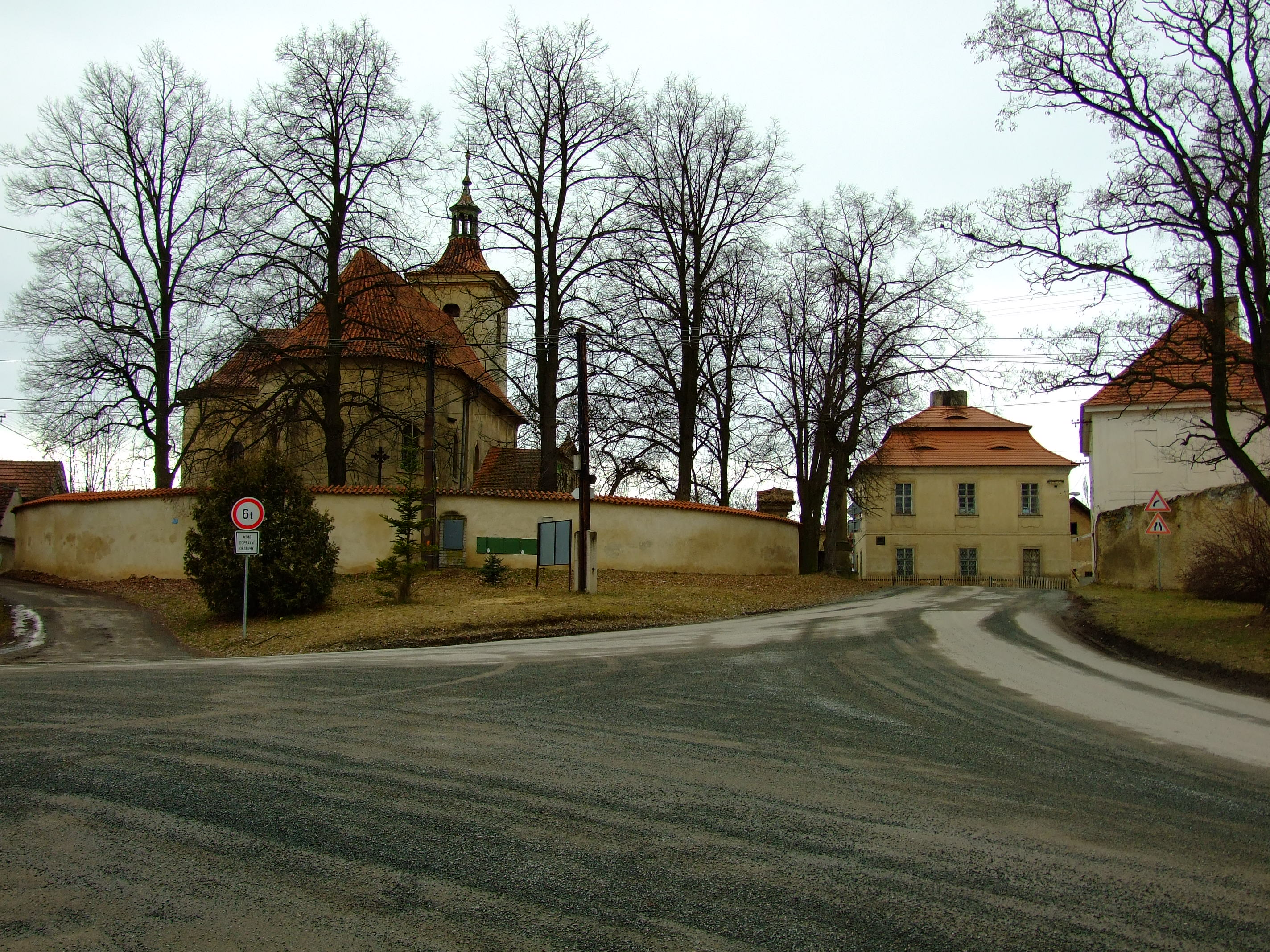
Sint-Lucaskerk op de heuvel
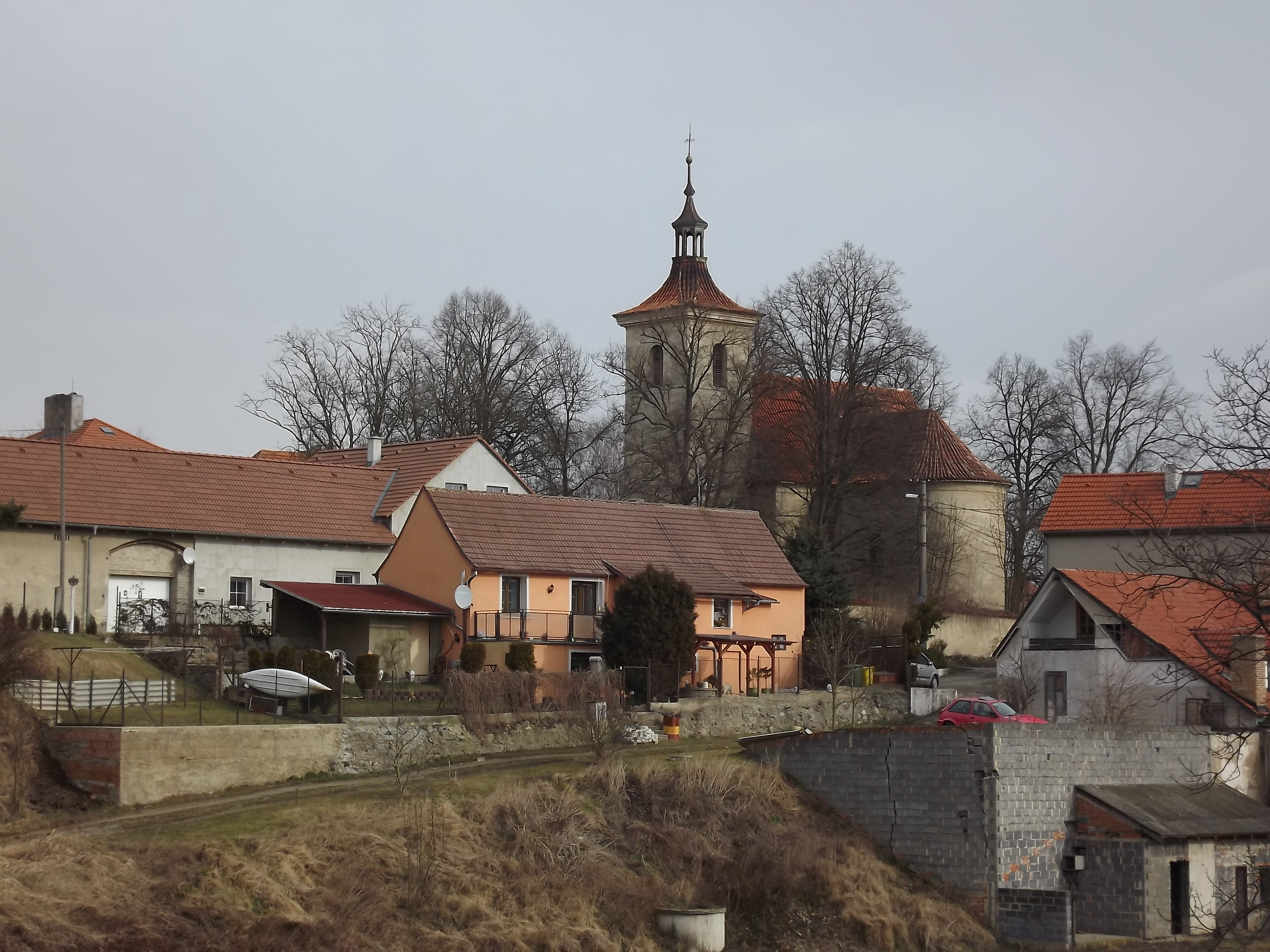
Huizen en kerk
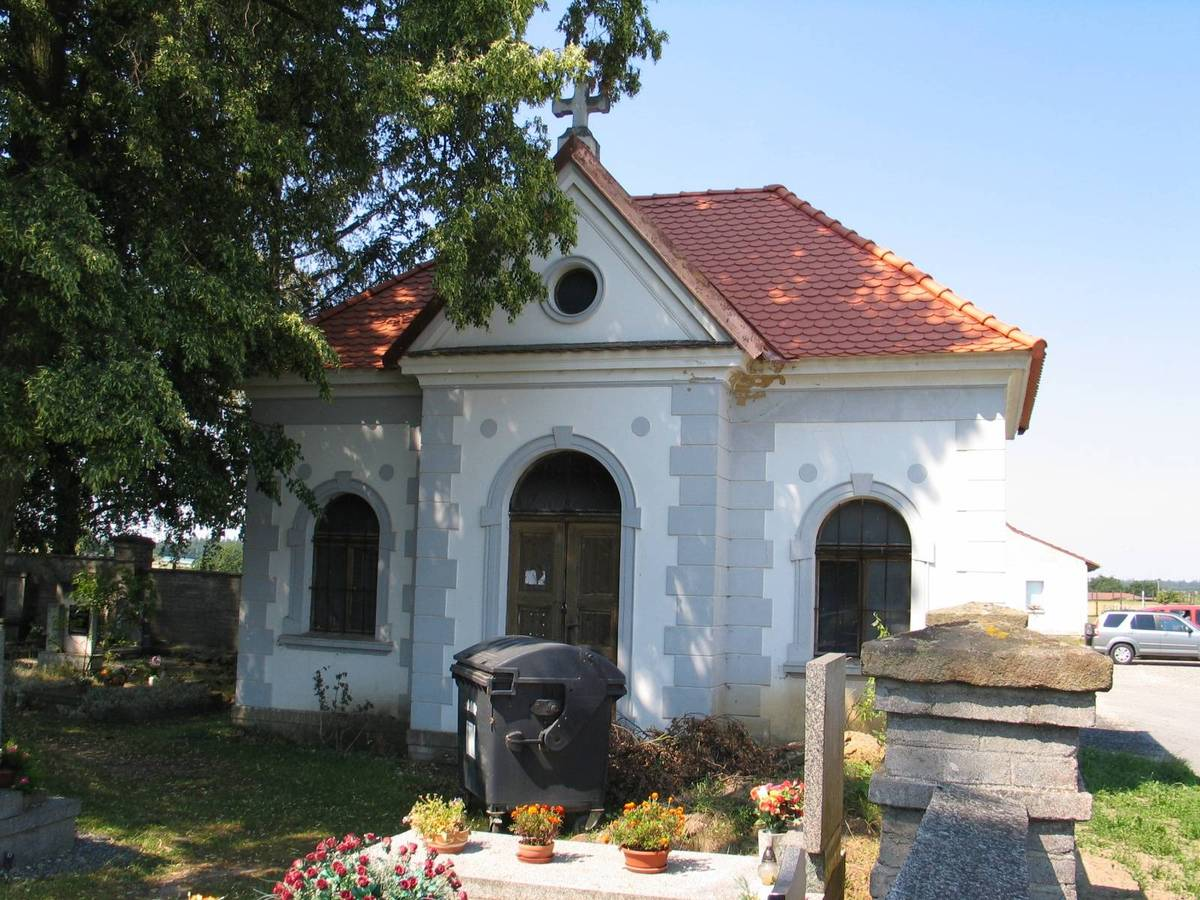
Dorpskapel
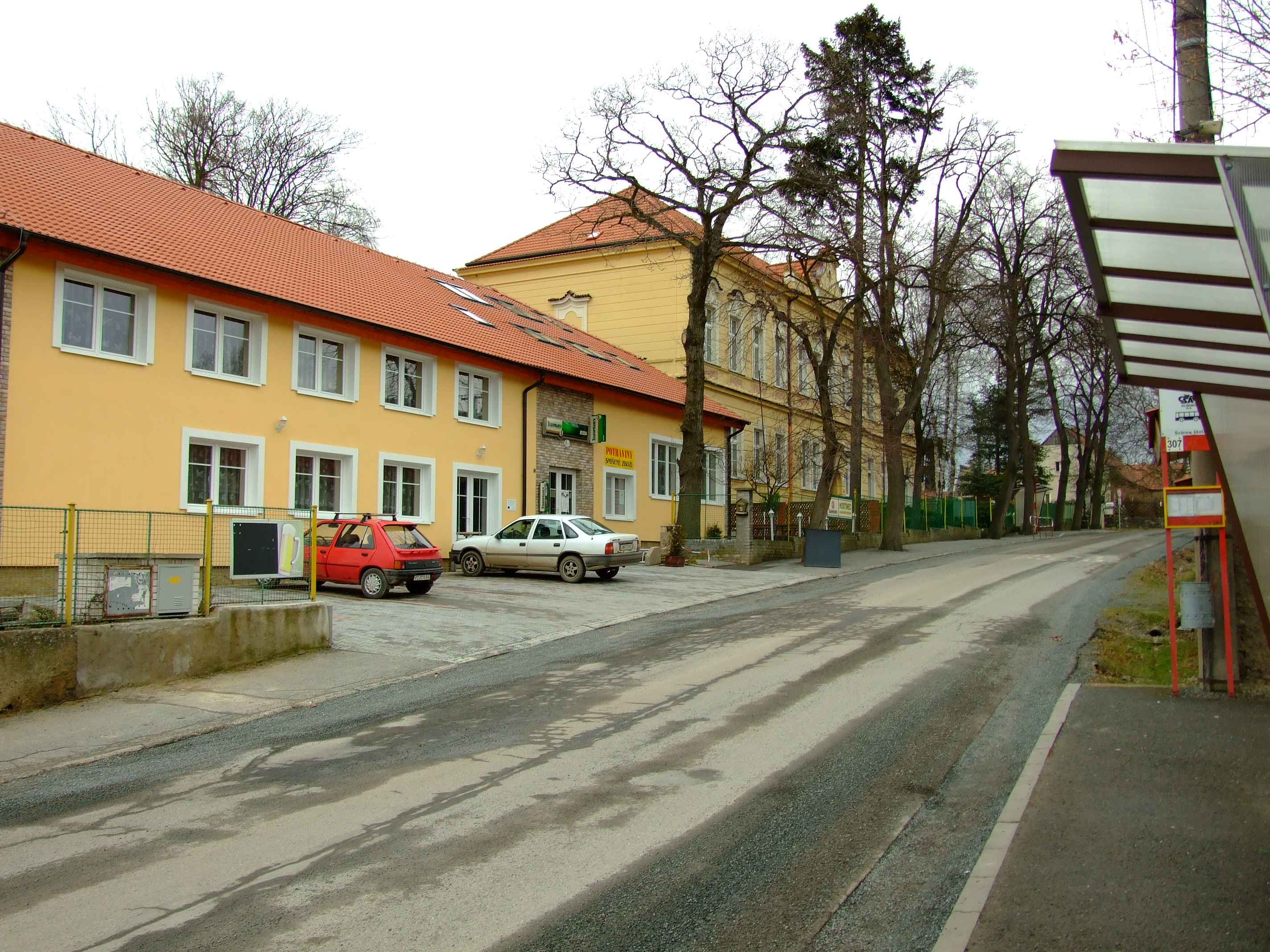
Straat met dorpsschool
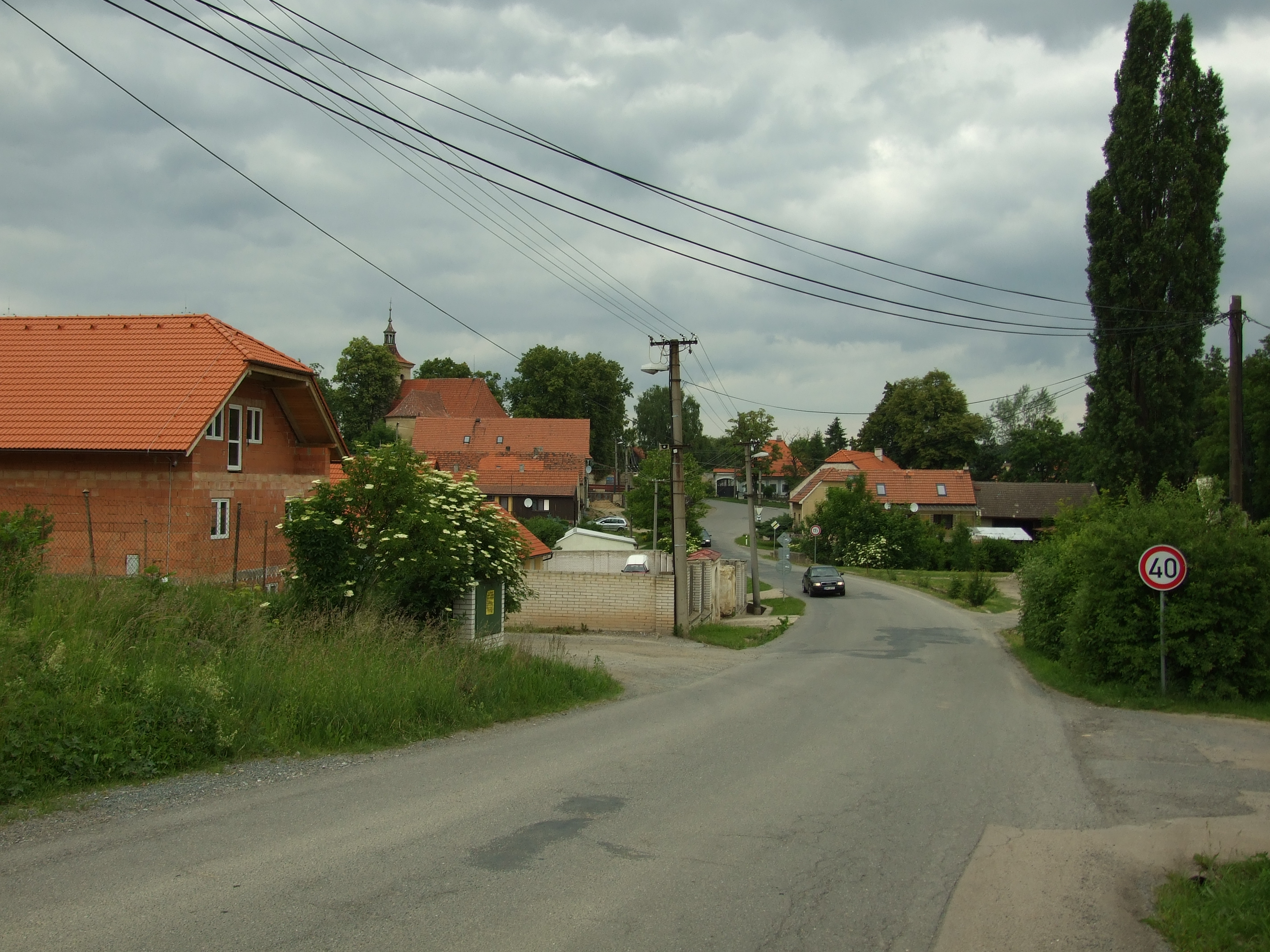
Weg naar de kerk en dorpsvijver